# Stigand
Stigand —antes del 1020 - 22 de febrero de 1072— fue un clérigo inglés, último arzobispo de Canterbury anglosajón antes de la invasión normanda de Inglaterra. En 1020 tenía ya el cargo de capellán y consejero real. Fue nombrado obispo de Elmham en 1043, y posteriormente obispo de Winchester y arzobispo de Canterbury. Stigand fue consejero de diversos miembros de las dinastías reales inglesas anglosajona y normanda, al servicio de seis reyes sucesivos. Fue excomulgado por diversos papas debido a su pluralismo de beneficios eclesiásticos, ocupando al mismo tiempo las sedes de Winchester y Canterbury. Finalmente fue despojado de sus títulos en 1070, y sus fincas y fortuna personal fueron confiscadas por Guillermo el Conquistador. Stigand fue encarcelado en Winchester, donde murió.
Sirvió al rey Canuto II de Dinamarca como capellán en la fundación real de Ashingdon en 1020 y fue su consejero entonces y después. Siguió en su puesto durante los reinados de los hijos de Canuto, Haroldo Harefoot y Hardeknut. Cuando el hijastro de Canuto Eduardo el Confesor sucedió a Hardeknut, Stigand se convirtió en algo similar al principal administrador de Inglaterra. Los escritores monásticos de la época le acusaron de extorsionar dinero y tierras a la Iglesia. Hacia el 1066, los únicos propietarios más ricos que Stigand fueron los de Harold Godwinson y los de la corona.
En 1043 Eduardo nombró a Stigand para la sede episcopal de Elmham. Cuatro años después, en 1047 fue nombrado obispo de Winchester y en 1052 de la archidiócesis de Canterbury, que Stigand gobernó conjuntamente con la de Winchester. Cinco papas, sucesivamente, incluyendo a Nicolás II y Alejandro II, excomulgaron a Stigand por este pluralismo de sedes. Sitgand estuvo presente en el lecho de muerte de Eduardo y en la coronación de Haroldo II de Inglaterra en 1066. Tras la muerte de Harold, se sometió a Guillermo el Conquistador. En el día de Navidad de ese mismo año, Ealdred, arzobispo de York, coronó a Guillermo como rey de Inglaterra, puesto que la excomunión impedía que Stigand celebrase la ceremonia,
A pesar de la condena y de la creciente presión a la que fue sometido, Stigand continuó participando en la corte y consagrando obispos, hasta que fue depuesto en 1070 por el legado pontificio y encarcelado en Winchester. Su intransigencia hacia el papado fue usada como propaganda por los partidarios normandos de la reforma de la Iglesia en Inglaterra.

## Primeros años
No se saben ni la fecha de nacimiento ni los años que vivió Stigand. Nació en East Anglia, posiblemente en Norwich, en una familia que parece haber sido próspera. Esta tenía ascendencia tanto inglesa como escandinava, lo que demuestra que el nombre «Stigand» fuese nórdico pero él y sus hermanos eran ingleses. Su hermano Æthelmær, también clérigo, fue el sucesor del obispado, después de su hermano. Su hermana poseía tierras en Norwich, pero su nombre de pila nunca se halló en los registros territoriales.
Stingand apareció por primera vez en los registros históricos del año 1020, como el real capellán del rey Canuto II de Dinamarca —que reinó entre el año 1016 y 1035—. En ese mismo año, fue trasladado a su iglesia particular, conocida como Ashingdon dedicada por el obispo Wulfstan de York después de su reforma. Poco se sabe de la vida de Stigand durante el reinado de Canuto. Fue testigo de numerosas cartas ocasionales que recibía el gobernador, lo cual demostraba que pertenecía a la corte real. Cuando Harthacnut murió, se convirtió en el asesor de Emma de Normandía, mujer del rey y la madre del recién difunto. También, cuando Canuto muere, sus hijos Haroldo Harefoot y Canuto Hardeknut respectivamente heredaron el trono, aunque duraron por muy poco tiempo por defunción. Finalmente, Canuto muerto y sin hijos para sucederle, hereda la corona Eduardo el Confesor, su hijastro. Stigand podía haber llegado a ser su capellán. Es posible que él ya fuera el consejero de Emma antes de la muerte de Canuto y que hubiera obtenido su puesto en Ashingdon gracias a la influencia y merced de aquella. No se sabe mucho de las actividades de Stigand antes de su nombramiento como obispo, por lo que resulta difícil determinar a quién le debía su posición.

## Obispo de Elmham y Winchester
Poco después de la coronación de Eduardo el Confesor el 3 de abril de 1043, Stigand fue nombrado para ocupar la sede episcopal de Elmham, probablemente siguiendo el consejo de Emma. Este fue el primer nombramiento episcopal del reinado de Eduardo. La diócesis de Elmham cubría la Anglia Oriental, y era uno de los obispados más pobres de ese momento. Fue consagrado obispo en 1043, pero en el mismo año Eduardo depuso a Stigand y le privó de sus bienes. Sin embargo, durante el siguiente año, Eduardo devolvió a Stigand su cargo. Las razones de la deposición se desconocen, pero probablemente se deba a la caída del poder de la reina viuda, Emma. Algunas fuentes afirman que Emma había invitado al rey Magnus I de Noruega, un pretendiente rival al trono inglés, con el objetivo de invadir Inglaterra y habría ofrecido sus bienes personales para ayudar a Magnus. Algunos estudiosos sospechan que Stigand instó a Emma para apoyar Magnus, lo que daría razones suficientes para su deposición. Otros factores que contribuyeron a la caída en desgracia de Emma fueron sus grandes riquezas y su influencia política, vinculada con el impopular reinado de Harthacnut.

## Arzobispo de Canterbury

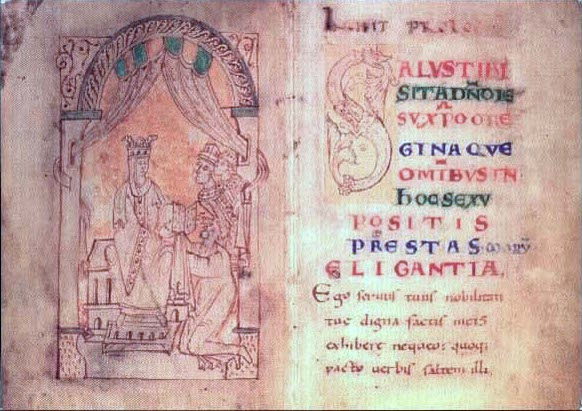
El En:Encomium Emmae Reginae - La reina En:Emma de Normandía recibe el En:Encomium Emmae de manos de su autor, con sus hijos En:Harthacanute y En:Edward el Confesor al fondo.

### Nombramiento en Canterbury y problemas con el papado
El Arzobispado de Canterbury llegó a estar involucrado en el conflicto que hubo entre Eduardo y Godwin. El Papa León IX comenzaba un movimiento de reforma que, más tarde, fue reconocido como la Reforma gregoriana. León se centró primero en la mejora de los clérigos y la prohibición de la simonía, así como, la compra y venta de oficinas administrativas eclesiásticas. En 1049, el Papa anunció que tendría más interés en los asuntos de la Iglesia inglesa y que investigaría los candidatos episcopales más estrictamente antes de contratarlos. Cuando el arzobispo Eadsige murió en el año 1051, los monjes del cabildo de la catedral eligieron a Æthelric, pariente de Earl Godwin. El rey Eduardo se opuso a ello y en su lugar nombró a Roberto de Jumieges, que era normando y ya Obispo de Londres. Este, al fomentar el enfrentamiento entre Eduardo y Godwin, el nombramiento indicó que había límites a la voluntad de Eduardo además de comprometerse con la mencionada reforma eclesiástica.
Aunque no se conocía como reformador antes de su nombramiento, Roberto regresó a Roma en el año 1051 para ser confirmado como tal por el papado, además de aprovechar la travesía para oponerse a la candidatura del rey por el obispo de Londres, argumentando que él no era el adecuado. A su vez, los intentos de Roberto por recuperar propiedades de la iglesia que habían sido asignados por Godwin contribuyeron a la disputa que se creó entre el conde y el rey. Cuando Godwin volvió a Inglaterra en el 1052, Roberto fue proscrito y exiliado. Posteriormente, el rey procedió a señalar a Stigand para el arzobispado. Es de resaltar que este acontecimiento pudo tener dos puntos de vista, ya que bien se podía considerar como una recompensa del Godwin por el apoyo durante el conflicto con Eduardo, o bien como una remuneración del rey Eduardo por el éxito al negociar una salida pacífica a la crisis del año 1052. También cabe destacar que Stigand fue el primer no religioso en ser nombrado a cualquier arzobispado inglés, incluso antes de los días de Dunstán —arzobispo desde el 959 hasta el 988—.

### Asuntos eclesiásticos
La diócesis de York se aprovechó de las dificultades de Stigand que tenía con el papado y con el usurpado en los sufragáneos, que eran obispos de obediencia causados por un arzobispo, normalmente pertenecientes a Canterbury. York había estado desde hacía mucho tiempo en común con Worcester, pero durante el período en que Stigand estuvo excomulgado. La sede de York, también reclamaba la supervisión sobre las sedes de Lichfield y Dorchester. Sin embargo, en 1062, los asuntos papales de Alejandro II llegaron a Inglaterra. Ellos no depusieron a Stigand, e incluso se le consultaba y se le llegaba a tratar como arzobispo. Además, se le llegó a permitir asistir al consejo que se celebró y fue un participante muy activo con los legados en el negocio de este.
Muchos de los obispos de Inglaterra, no querían ser consagrados por Stigand. Tanto Giso de Wells, como Waltero of Hareford, viajaron a Roma para ser consagrados por el Papa en el 1061, en lugar de que lo hiciese Stigand. Sin embargo, durante el breve periodo que ocupó legítimamente el palio, Stigand sí consagró a Aethelric de Selsey y a Siward de Rochester. Además, algunos abades de los monasterios recurrieron a Stigand para que les consagrase mientras estuviese en el cargo de arzobispo. Estos incluían, no solo a los abades de los monasterios de su provincia como Æthelsige de la Abadía de San Agustín en Canterbury, sino también a otros de más allá de su región tales como Baldwin el abad de Bury St. Edmunds y Thrustan el abad de Ely. Después de la conquista normanda, Stigand fue acusado de vender el cargo de abad, sin que el anterior fuese depuesto por la compra de las oficinas del edificio, por lo que la carga es sospechosa.
Probablemente, fue el donante clerical más lujoso de su época, cuando los hombres más importantes donaban dinero a las iglesias a escalas sin precedentes. Era un gran benefactor para la abadía de Ely, y regaló grandes cantidades de oro y crucifijos de plata a, además de esta, las abadías de San Agustín y Bury St. Edmunds, así como a la iglesia-catedral de Winchester. Los crucifijos donados a Ely, Bury y Winchester, parecen haber tenido figuras de tamaño natural de Cristo, algunas vírgenes y el evangelista San Juan. Habrían sido hechas de hojas de algunos metales preciosos sobre una enorme pieza de madera. No hay cruces triunfales en los laterales de las figuras de María y Juan, que parecen conservarse bien en su estado original, aunque hay otros crucifijos pintados, como la Cruz Gero alemana del año 980 aproximadamente y la Santa Faz de Lucca —sus figuras fueron renovadas más adelante—, que se saben que inspiraron a Leofstan, el abad de Bury —d. 1065— para realizar una figura similar, quizás recubierta de algún metal precioso también, después de su regreso de un viaje a Roma. A Ely, le dio varias copas de oro y plata para el altar, así como una casulla bordada con oro que «es tal su inestimable valor y mano de obra, que ninguno del reino sería considerado más rico o más valioso». A pesar de que Stigand nunca viajó a Roma, hay indicios de que sí fue de peregrinación. En una biografía del siglo XII de San Willibrord, escrita en la abadía de Echternach en el actual Luxemburgo, se menciona que «a este lugar también vino Stigand, el eminente arzobispo de los ingleses». En la obra se registra que Stigand donó ricos regalos a la abadía así como reliquias de santos.

### Asesor del rey
Durante el reinado de Eduardo, Stigand fue un asesor influyente en la corte. Aprovechando su alta posición, aumentó su propia riqueza, así como la de sus amigos y familiares. Posteriormente, al fallecer dicho rey, según el Libro Domesday los valores de sus tierras llegaron a tener un ingreso anual de 2500 libras. Hay pocas pruebas de ello pero, probablemente fueron beneficiados en gran cantidad gracias a esto los pueblos de Canterbury y Winchester. Posteriormente, Eduardo nombra a sus seguidores miembros de su diócesis en 1058, después de que Siward fuera nombrado obispo de Rochester y Æthelric, obispo de Sesley. Entre sus celebraciones en dos sedes y el nombramiento de sus seguidores, Eduardo ve en Stigand a un miembro para la defensa en la costa contra la invasión.
Stigand pudo haber estado a cargo de la administración real. También, pudo haber estado detrás de numerosos esfuerzos para encontrar a Eduardo el Exiliado y a su hermano Edmund pasado el año 1052, y así encontrar un heredero «aceptable» de la corona. Sus parcelas estaban repartidas entre diez condados, donde en algunos de ellos, las tierras eran más grandes que las posesiones del propio rey. Aunque los propagandistas normandos afirman que en el 1051 o 1052 Eduardo prometió el trono para el duque Guillermo de Normandía, que más tarde se convirtió en el rey Guillermo el Conquistador, las fuentes no normandas afirman que no hay apenas pruebas que afirmen este traspaso. Por el año 1053, el rey se dio cuenta de que no iba a tener un hijo con su matrimonio, por lo que ordenó a sus consejeros que, junto a él, ayudasen a buscar un heredero. Eduardo el Exiliado era el hijo del rey Edmundo II de Inglaterra —reinó en el 1016—, y Eduardo había sido exiliado de Inglaterra en 1017, después de la muerte de su padre. Aunque Ealdred, el obispo de Worcester, fue en realidad al continente en busca de Eduardo, mientras que Ian Walker, el biógrafo del rey Harold Godwinson, sentía que Stigand estaba detrás del esfuerzo. Finalmente, a pesar de que Eduardo regresó a Inglaterra, poco después de su llegada murió y nació su hijo Edgar Atheling.